# Zbuczyn (gemeente)
De gemeente Zbuczyn (tot 2004 gmina Zbuczyn Poduchowny) is een landgemeente in het Poolse woiwodschap Mazovië, in powiat Siedlecki.
De zetel van de gemeente is in Zbuczyn.
Op 30 juni 2004 telde de gemeente 10 086 inwoners.

## Oppervlakte gegevens
In 2002 bedroeg de totale oppervlakte van gemeente Zbuczyn 210,75 km², waarvan:
- agrarisch gebied: 79%
- bossen: 14%

De gemeente beslaat 13,15% van de totale oppervlakte van de powiat.

## Demografie
Stand op 30 juni 2004:
| Omschrijving                   | Totaal | Totaal | Vrouwen | Vrouwen | Mannen | Mannen |
| ------------------------------ | ------ | ------ | ------- | ------- | ------ | ------ |
| eenheid                        | aantal | %      | aantal  | %       | aantal | %      |
| inwoners                       | 10 086 | 100    | 5047    | 50      | 5039   | 50     |
| bevolkingsdichtheid (inw./km²) | 47,9   | 47,9   | 23,9    | 23,9    | 23,9   | 23,9   |

In 2002 bedroeg het gemiddelde inkomen per inwoner 1355,42 zł.

## Administratieve plaatsen (sołectwo)
Borki-Kosy, Borki-Wyrki, Bzów, Choja, Chromna, Cielemęc, Czuryły, Dziewule, Grochówka, Grodzisk, Izdebki-Błażeje, Izdebki-Kosny, Izdebki-Kośmidry, Izdebki-Wąsy, Januszówka, Jasionka, Karcze, Krzesk-Królowa Niwa, Krzesk-Majątek, Kwasy, Lipiny, Lucynów, Łęcznowola, Ługi-Rętki, Ługi Wielkie, Maciejowice, Modrzew, Olędy, Pogonów, Rówce, Rzążew, Smolanka, Sobicze, Stary Krzesk, Świercze, Tarcze, Tchórzew, Tchórzew-Plewki, Tęczki, Wesółka, Wólka Kamienna, Zawady, Zbuczyn (3 sołectwa), Zdany.
Zonder de status sołectwo : Kijki, Koryta, Ługi-Gołacze.

## Aangrenzende gemeenten
Łuków, Międzyrzec Podlaski, Mordy, Olszanka, Siedlce, Trzebieszów, Wiśniew
- Virtual International Authority File: 301778105